# Az Amerikai Egyesült Államok az 1976. évi téli olimpiai játékokon
Az Amerikai Egyesült Államok az ausztriai Innsbruckban megrendezett 1976. évi téli olimpiai játékok egyik részt vevő nemzete volt. Az országot az olimpián 10 sportágban 106 sportoló képviselte, akik összesen 10 érmet szereztek.

## Érmesek
| Érem  | Versenyző                     | Sportág        | Versenyszám  |
| ----- | ----------------------------- | -------------- | ------------ |
| Arany | Peter Mueller                 | Gyorskorcsolya | Férfi 1000 m |
| Arany | Sheila Young                  | Gyorskorcsolya | Női 500 m    |
| Arany | Dorothy Hamill                | Műkorcsolya    | Női egyéni   |
| Ezüst | Leah Poulos                   | Gyorskorcsolya | Női 1000 m   |
| Ezüst | Sheila Young                  | Gyorskorcsolya | Női 1500 m   |
| Ezüst | Bill Koch                     | Sífutás        | Férfi 30 km  |
| Bronz | Cindy Nelson                  | Alpesisí       | Női lesiklás |
| Bronz | Dan Immerfall                 | Gyorskorcsolya | Férfi 500 m  |
| Bronz | Sheila Young                  | Gyorskorcsolya | Női 1000 m   |
| Bronz | Colleen O’Connor James Millns | Műkorcsolya    | Jégtánc      |

## Alpesisí
Férfi
| Versenyző      | Versenyszám      | 1. futam      | 1. futam      | 2. futam | 2. futam | Összesítés | Összesítés |
| Versenyző      | Versenyszám      | Idő           | Hely.         | Idő      | Hely.    | Idő        | Helyezés   |
| -------------- | ---------------- | ------------- | ------------- | -------- | -------- | ---------- | ---------- |
| Cary Adgate    | Óriás-műlesiklás | 1:48,64       | 23.           | 1:47,77  | 21.      | 3:36,41    | 21.        |
| Cary Adgate    | Műlesiklás       | 1:03,06       | 14.           | 1:06,47  | 13.      | 2:09,53    | 13.        |
| Karl Anderson  | Lesiklás         |               |               |          |          | 1:49,08    | 24.        |
| Geoff Bruce    | Műlesiklás       | nem ért célba | nem ért célba | kiesett  | kiesett  | kiesett    | kiesett    |
| Greg Jones     | Lesiklás         |               |               |          |          | 1:47,84    | 11.        |
| Greg Jones     | Óriás-műlesiklás | 1:48,09       | 16.           | 1:43,68  | 9.       | 3:31,77    | 9.         |
| Greg Jones     | Műlesiklás       | 1:05,05       | 24.           | 1:07,66  | 19.      | 2:12,71    | 19.        |
| Phil Mahre     | Óriás-műlesiklás | 1:45,58       | 4.            | 1:42,62  | 5.       | 3:28,20    | 5.         |
| Phil Mahre     | Műlesiklás       | 1:04,80       | 22.           | 1:06,97  | 17.      | 2:11,77    | 18.        |
| Steve Mahre    | Óriás-műlesiklás | 1:47,80       | 14.           | 1:45,96  | 12.      | 3:33,76    | 13.        |
| Andy Mill      | Lesiklás         |               |               |          |          | 1:47,06    | 6.         |
| Pete Patterson | Lesiklás         |               |               |          |          | 1:47,94    | 13.        |

Női
| Versenyző       | Versenyszám      | 1. futam | 1. futam | 2. futam      | 2. futam      | Összesítés | Összesítés |
| Versenyző       | Versenyszám      | Idő      | Hely.    | Idő           | Hely.         | Idő        | Helyezés   |
| --------------- | ---------------- | -------- | -------- | ------------- | ------------- | ---------- | ---------- |
| Lindy Cochran   | Óriás-műlesiklás |          |          |               |               | 1:31,33    | 12.        |
| Lindy Cochran   | Műlesiklás       | 47,96    | 7.       | 45,28         | 4.            | 1:33,24    | 6.         |
| Abbi Fisher     | Műlesiklás       | 50,34    | 21.      | nem ért célba | nem ért célba | kiesett    | kiesett    |
| Cindy Nelson    | Lesiklás         |          |          |               |               | 1:47,50    |            |
| Cindy Nelson    | Óriás-műlesiklás |          |          |               |               | 1:32,02    | 21.        |
| Cindy Nelson    | Műlesiklás       | 49,52    | 16.      | 47,81         | 13.           | 1:37,33    | 13.        |
| Susan Patterson | Lesiklás         |          |          |               |               | 1:49,37    | 14.        |
| Mary Seaton     | Óriás-műlesiklás |          |          |               |               | 1:31,58    | 17.        |
| Mary Seaton     | Műlesiklás       | 49,04    | 12.      | 46,83         | 9.            | 1:35,87    | 10.        |
| Leslie Smith    | Lesiklás         |          |          |               |               | 1:52,98    | 26.        |
| Leslie Smith    | Óriás-műlesiklás |          |          |               |               | 1:34,54    | 28.        |

## Biatlon

### 20 km egyéni indításos
A célpont egy külső és egy belső körből állt. A külső körön kívüli találat 2 perc, a külső kör találata 1 perc büntetőidőt jelentett.
| Versenyző        | Eredmény      | Helyezés      | Büntetőperc   | Végső eredmény | Helyezés      |
| ---------------- | ------------- | ------------- | ------------- | -------------- | ------------- |
| Lyle Nelson      | 1:15:27,50    | 14.           | 10            | 1:25:27,50     | 35.           |
| Martin Hagen     | 1:20:49,20    | 46.           | 8             | 1:28:49,20     | 47.           |
| Peter Dascoulias | nem ért célba | nem ért célba | nem ért célba | nem ért célba  | nem ért célba |

### 4 × 7,5 km váltó
A lövéseket követően a lövőhibák számának megfelelő mennyiségű 200 m-es büntetőkört kellett teljesíteni a versenyzőknek.
| Versenyző                                               | Eredmény   | Lövőhiba | Helyezés |
| ------------------------------------------------------- | ---------- | -------- | -------- |
| Lyle Nelson Dennis Donahue John Morton Peter Dascoulias | 2:10:17,72 | 4        | 11.      |

## Bob
| Versenyző                                                     | Versenyszám | 1. futam | 1. futam | 2. futam | 2. futam | 3. futam | 3. futam | 4. futam | 4. futam | Összesítés | Összesítés |
| Versenyző                                                     | Versenyszám | Idő      | Hely.    | Idő      | Hely.    | Idő      | Hely.    | Idő      | Hely.    | Idő        | Helyezés   |
| ------------------------------------------------------------- | ----------- | -------- | -------- | -------- | -------- | -------- | -------- | -------- | -------- | ---------- | ---------- |
| James Morgan Thomas Becker                                    | Kettes      | 57,68    | 15.      | 57,63    | 14.      | 57,66    | 13.      | 57,79    | 13.      | 3:50,76    | 14.        |
| Brent Rushlaw John Proctor                                    | Kettes      | 58,07    | 20.      | 58,27    | 20.      | 57,79    | 15.      | 57,89    | 14.      | 3:52,02    | 19.        |
| James Morgan Peter Brennan John Proctor Thomas Becker         | Négyes      | 56,09    | 15.*     | 56,08    | 14.      | 56,96    | 15.      | 57,59    | 15.      | 3:46,72    | 15.        |
| William Hollrock Earl Frisbie Frederick Fritsch Philip Duprey | Négyes      | 56,61    | 19.      | 56,86    | 18.      | 57,89    | 21.      | 58,35    | 20.      | 3:49,71    | 19.        |

* - egy másik csapattal azonos idővel végzett a futamban a 15. helyen

## Északi összetett
A három ugrás közül a két legjobb pontszámát adták össze. A sífutás végén 1 perces időkülönbség 9 pontnak felelt meg.
| Versenyző        | Normálsánc | Normálsánc | Normálsánc | Normálsánc | Normálsánc | Normálsánc | Normálsánc | Normálsánc | 15 km sífutás | 15 km sífutás | 15 km sífutás | Összesítés | Összesítés |
| Versenyző        | 1. ugrás   | 1. ugrás   | 2. ugrás   | 2. ugrás   | 3. ugrás   | 3. ugrás   | Össz.      | Össz.      | 15 km sífutás | 15 km sífutás | 15 km sífutás | Összesítés | Összesítés |
| Versenyző        | Pont       | Hely.      | Pont       | Hely.      | Pont       | Hely.      | Pont       | Hely.      | Idő           | Pont          | Hely.         | Pont       | Helyezés   |
| ---------------- | ---------- | ---------- | ---------- | ---------- | ---------- | ---------- | ---------- | ---------- | ------------- | ------------- | ------------- | ---------- | ---------- |
| Jim Galanes      | 88,6       | 25.        | 90,6       | 24.        | 93,5       | 23.        | 184,1      | 25.        | 50:34,71      | 197,03        | 15.           | 381,13     | 17.        |
| Michael Devecka  | 77,0       | 30.        | 69,6       | 32.        | 74,6       | 32.        | 151,6      | 32.        | 51:06,38      | 192,28        | 18.           | 343,88     | 28.        |
| Walter Malmquist | 80,1       | 27.*       | 90,0       | 25.        | 91,3       | 25.        | 181,3      | 26.        | 54:40,40      | 160,17        | 30.           | 341,47     | 29.        |

* - egy másik versenyzővel azonos eredményt ért el

## Gyorskorcsolya
Férfi
| Versenyző       | Versenyszám | Eredmény | Helyezés |
| --------------- | ----------- | -------- | -------- |
| Dan Carroll     | 1000 m      | 1:27,37  | 28.      |
| Dan Carroll     | 1500 m      | 2:02,26  | 5.       |
| Dan Carroll     | 5000 m      | 7:36,46  | 6.       |
| Dan Carroll     | 10 000 m    | 15:19,29 | 7.       |
| Jim Chapin      | 500 m       | 40,09    | 10.      |
| Charles Gilmore | 10 000 m    | 16:26,35 | 19.      |
| Eric Heiden     | 1500 m      | 2:02,40  | 7.       |
| Eric Heiden     | 5000 m      | 7:59,00  | 19.      |
| Dan Immerfall   | 500 m       | 39,54    |          |
| Dan Immerfall   | 1000 m      | 1:21,74  | 12.      |
| Peter Mueller   | 500 m       | 39,57    | 5.       |
| Peter Mueller   | 1000 m      | 1:19,32  |          |
| Mike Woods      | 1500 m      | 2:08,77  | 23.      |
| Mike Woods      | 5000 m      | 7:48,08  | 12.      |
| Mike Woods      | 10 000 m    | 15:53,42 | 12.      |

Női
| Versenyző          | Versenyszám | Eredmény | Helyezés |
| ------------------ | ----------- | -------- | -------- |
| Peggy Crowe        | 1000 m      | kizárták | kizárták |
| Beth Heiden        | 3000 m      | 4:51,67  | 11.      |
| Lori Monk          | 500 m       | 44,00    | 9.       |
| Leah Poulos        | 500 m       | 43,21    | 4.       |
| Leah Poulos        | 1000 m      | 1:28,57  |          |
| Leah Poulos        | 1500 m      | 2:19,11  | 6.       |
| Cindy Seikkula     | 1500 m      | 2:24,06  | 17.      |
| Cindy Seikkula     | 3000 m      | 4:57,57  | 17.      |
| Nancy Swider-Peltz | 3000 m      | 4:48,46  | 7.       |
| Sheila Young       | 500 m       | 42,76    |          |
| Sheila Young       | 1000 m      | 1:29,14  |          |
| Sheila Young       | 1500 m      | 2:17,06  |          |

## Jégkorong
| Amerikai férfi jégkorongcsapat-játékoskeret                                                   | Amerikai férfi jégkorongcsapat-játékoskeret                                               | Amerikai férfi jégkorongcsapat-játékoskeret                                                    |
| --------------------------------------------------------------------------------------------- | ----------------------------------------------------------------------------------------- | ---------------------------------------------------------------------------------------------- |
| - Steve Alley - Daniel Bolduc - Blane Comstock - Bob Dobek - Robert Harris - Jeffrey Hymanson | - Paul Jensen - Steven Jensen - Bob Lamby - Robert Lundeen - Robert Miller - Douglas Ross | - Gary Ross - Buzz Schneider - Stephen Sertich - John Taft - Theodore Thorndike - James Warden |

### Eredmények
Selejtező
| 1976. február 3. 17:00 | Egyesült Államok (USA) | 8 – 4 (2–1, 4–1, 2–2) | Jugoszlávia | Innsbruck, Ausztria |

|  |  |  |  |  |
|  |  |  |  |  |
|  |  |  |  |  |
|  |  |  |  |  |

Döntő csoportkör
| 1976. február 6. 16:00 | Szovjetunió (URS) | 6 – 2 (3–0, 2–1, 1–1) | Egyesült Államok | Innsbruck, Ausztria |

|  |  |  |  |  |
|  |  |  |  |  |
|  |  |  |  |  |
|  |  |  |  |  |

| 1976. február 8. 20:00 | Csehszlovákia (TCH) | 5 – 0 (1–0, 1–0, 3–0) | Egyesült Államok | Innsbruck, Ausztria |

|  |  |  |  |  |
|  |  |  |  |  |
|  |  |  |  |  |
|  |  |  |  |  |

| 1976. február 10. 13:00 | Egyesült Államok (USA) | 5 – 4 (2–0, 1–2, 2–2) | Finnország | Innsbruck, Ausztria |

|  |  |  |  |  |
|  |  |  |  |  |
|  |  |  |  |  |
|  |  |  |  |  |

| 1976. február 12. 13:00 | Lengyelország (POL) | 2 – 7 (1–3, 1–1, 0–3) | Egyesült Államok | Innsbruck, Ausztria |

|  |  |  |  |  |
|  |  |  |  |  |
|  |  |  |  |  |
|  |  |  |  |  |

| 1976. február 14. 13:00 | NSZK (FRG) | 4 – 1 (0–0, 1–0, 3–1) | Egyesült Államok | Innsbruck, Ausztria |

|  |  |  |  |  |
|  |  |  |  |  |
|  |  |  |  |  |
|  |  |  |  |  |

Végeredmény
| Csapat           | M | Gy | D | V | G+ | G– | Gk  | P  |
| ---------------- | - | -- | - | - | -- | -- | --- | -- |
| Szovjetunió      | 5 | 5  | 0 | 0 | 40 | 11 | +29 | 10 |
| Csehszlovákia    | 5 | 4  | 0 | 1 | 17 | 10 | +7  | 8  |
| NSZK             | 5 | 2  | 0 | 3 | 21 | 24 | –3  | 4  |
| Finnország       | 5 | 2  | 0 | 3 | 19 | 18 | +1  | 4  |
| Egyesült Államok | 5 | 2  | 0 | 3 | 15 | 21 | –6  | 4  |
| Lengyelország    | 5 | 0  | 0 | 5 | 9  | 37 | –28 | 0* |

* - A Csehszlovákia-Lengyelország mérkőzés végeredménye 7–1 lett, de a csehszlovák játékosok pozitív doppingeredményt produkáltak, ezért hivatalosan 0–1 arányban a lengyelek javára írták a mérkőzést. Lengyelország azonban nem kapta meg a győzelemért járó pontokat.
- A bronzéremről az egymás elleni mérkőzéseken elért eredmények, majd a szerzett és kapott gólok átlaga döntött:

Finnország – NSZK 5–3
Egyesült Államok – Finnország 5–4
NSZK – Egyesült Államok 4–1
| Csapat           | M | Gy | D | V | G+ | G– | GA    | P |
| ---------------- | - | -- | - | - | -- | -- | ----- | - |
| NSZK             | 2 | 1  | 0 | 1 | 7  | 6  | 1,166 | 2 |
| Finnország       | 2 | 1  | 0 | 1 | 9  | 8  | 1,125 | 2 |
| Egyesült Államok | 2 | 1  | 0 | 1 | 6  | 8  | 0,750 | 2 |

| Csapat           | Helyezés |
| ---------------- | -------- |
| Egyesült Államok | 5.       |

## Műkorcsolya
| Versenyző                   | Versenyszám  | Kötelező elemek   | Kötelező elemek | Rövid program     | Rövid program | Kűr               | Kűr   | Összesítés                     | Összesítés                     | Összesítés                     | Összesítés                     | Összesítés                     | Összesítés                     | Összesítés                     | Összesítés                     | Összesítés                     | Összesítés        | Összesítés        | Összesítés  | Összesítés | Összesítés |
| Versenyző                   | Versenyszám  | Kötelező elemek   | Kötelező elemek | Rövid program     | Rövid program | Kűr               | Kűr   | Helyezési pontszámok bírónként | Helyezési pontszámok bírónként | Helyezési pontszámok bírónként | Helyezési pontszámok bírónként | Helyezési pontszámok bírónként | Helyezési pontszámok bírónként | Helyezési pontszámok bírónként | Helyezési pontszámok bírónként | Helyezési pontszámok bírónként | Több. hely. száma | Több. hely. össz. | Hely. össz. | Pont       | Helyezés   |
| Versenyző                   | Versenyszám  | Több. hely. száma | Hely.           | Több. hely. száma | Hely.         | Több. hely. száma | Hely. | 1                              | 2                              | 3                              | 4                              | 5                              | 6                              | 7                              | 8                              | 9                              | Több. hely. száma | Több. hely. össz. | Hely. össz. | Pont       | Helyezés   |
| --------------------------- | ------------ | ----------------- | --------------- | ----------------- | ------------- | ----------------- | ----- | ------------------------------ | ------------------------------ | ------------------------------ | ------------------------------ | ------------------------------ | ------------------------------ | ------------------------------ | ------------------------------ | ------------------------------ | ----------------- | ----------------- | ----------- | ---------- | ---------- |
| David Santee                | Férfi egyéni | 6×5+              | 5.              | 6×6+              | 4.            | 5×7+              | 6.    | 5,0                            | 7,0                            | 3,0                            | 7,0                            | 2,0                            | 6,0                            | 6,0                            | 7,0                            | 6,0                            | 6×6+              | 28,0              | 49,0        | 184,28     | 6.         |
| Terry Kubicka               | Férfi egyéni | 8×12+             | 11.             | 6×9+              | 10.           | 5×3+              | 3.    | 7,0                            | 6,0                            | 8,0                            | 6,0                            | 5,0                            | 4,0                            | 7,0                            | 8,0                            | 5,0                            | 5×6+              | 26,0              | 56,0        | 183,30     | 7.         |
| Dorothy Hamill              | Női egyéni   | 6×2+              | 2.              | 8×1+              | 1.            | 9×1+              | 1.    | 1,0                            | 1,0                            | 1,0                            | 1,0                            | 1,0                            | 1,0                            | 1,0                            | 1,0                            | 1,0                            | 9×1+              | 9,0               | 9,0         | 193,80     |            |
| Wendy Burge                 | Női egyéni   | 6×6+              | 6.              | 6×8+              | 8.            | 8×9+              | 9.    | 5,0                            | 5,0                            | 7,0                            | 7,0                            | 10,0                           | 7,0                            | 6,0                            | 8,0                            | 8,0                            | 6×7+              | 37,0              | 63,0        | 182,14     | 6.         |
| Linda Fratianne             | Női egyéni   | 8×10+             | 9.              | 5×6+              | 6.            | 6×7+              | 6.    | 9,0                            | 6,0                            | 9,0                            | 8,0                            | 6,0                            | 8,0                            | 9,0                            | 6,0                            | 6,0                            | 6×8+              | 40,0              | 67,0        | 181,86     | 8.         |
| Tai Babilonia Randy Gardner | Páros        |                   |                 | 9×5+              | 5.            | 6×4+              | 4.    | 4,0                            | 5,0                            | 5,0                            | 4,0                            | 5,0                            | 2,0                            | 5,0                            | 2,0                            | 4,0                            | 5×4+              | 16,0              | 36,0        | 134,24     | 5.         |
| Alice Cook William Fauver   | Páros        |                   |                 | 5×11+             | 11.           | 9×13+             | 13.   | 13,0                           | 13,0                           | 13,0                           | 12,0                           | 12,0                           | 12,0                           | 11,0                           | 9,0                            | 11,0                           | 6×12+             | 67,0              | 106,0       | 119,36     | 12.        |

| Versenyző                     | Versenyszám | Kötelező táncok   | Kötelező táncok | Eredeti (original) tánc | Eredeti (original) tánc | Kűr               | Kűr   | Összesítés                     | Összesítés                     | Összesítés                     | Összesítés                     | Összesítés                     | Összesítés                     | Összesítés                     | Összesítés                     | Összesítés                     | Összesítés        | Összesítés        | Összesítés  | Összesítés | Összesítés |
| Versenyző                     | Versenyszám | Kötelező táncok   | Kötelező táncok | Eredeti (original) tánc | Eredeti (original) tánc | Kűr               | Kűr   | Helyezési pontszámok bírónként | Helyezési pontszámok bírónként | Helyezési pontszámok bírónként | Helyezési pontszámok bírónként | Helyezési pontszámok bírónként | Helyezési pontszámok bírónként | Helyezési pontszámok bírónként | Helyezési pontszámok bírónként | Helyezési pontszámok bírónként | Több. hely. száma | Több. hely. össz. | Hely. össz. | Pont       | Helyezés   |
| Versenyző                     | Versenyszám | Több. hely. száma | Hely.           | Több. hely. száma       | Hely.                   | Több. hely. száma | Hely. | 1                              | 2                              | 3                              | 4                              | 5                              | 6                              | 7                              | 8                              | 9                              | Több. hely. száma | Több. hely. össz. | Hely. össz. | Pont       | Helyezés   |
| ----------------------------- | ----------- | ----------------- | --------------- | ----------------------- | ----------------------- | ----------------- | ----- | ------------------------------ | ------------------------------ | ------------------------------ | ------------------------------ | ------------------------------ | ------------------------------ | ------------------------------ | ------------------------------ | ------------------------------ | ----------------- | ----------------- | ----------- | ---------- | ---------- |
| Colleen O’Connor James Millns | Jégtánc     | 7×3+              | 3.              | 5×3+                    | 3.                      | 6×3+              | 3.    | 2,0                            | 3,0                            | 4,0                            | 2,0                            | 4,0                            | 3,0                            | 3,0                            | 3,0                            | 3,0                            | 7×3+              | 19,0              | 27,0        | 202,64     |            |
| Judi Genovesi Kent Weigle     | Jégtánc     | 5×15+             | 15.             | 8×15+                   | 15.                     | 5×16+             | 16.   | 13,0                           | 16,0                           | 15,0                           | 17,0                           | 16,0                           | 16,0                           | 14,0                           | 14,0                           | 13,0                           | 5×15+             | 69,0              | 134,0       | 168,26     | 15.        |
| Susan Kelley Andrew Stroukoff | Jégtánc     | 9×18+             | 18.             | 9×18+                   | 18.                     | 7×16+             | 15.   | 17,0                           | 17,0                           | 17,0                           | 14,0                           | 17,0                           | 17,0                           | 17,0                           | 15,0                           | 16,0                           | 9×17+             | 147,0             | 147,0       | 165,12     | 17.        |

## Sífutás
A férfi 30 km-es sífutás az 1976. évi téli olimpiai játékokon versenyszámának ezüstérmese, Bill Koch az egyetlen egyesült államokbeli, az első észak-amerikai (a többiek, Chandra Crawford, Sara Renner és Beckie Scott kanadaiak), és az egyetlen észak-amerikai férfi, aki sífutásban olimpiai érmet tudott nyerni.
Férfi
| Versenyző                                         | Versenyszám     | Eredmény      | Helyezés      |
| ------------------------------------------------- | --------------- | ------------- | ------------- |
| Bela Bodnar                                       | 30 km           | 1:43:10,73    | 59.           |
| Tim Caldwell                                      | 15 km           | 47:33,59      | 37.           |
| Tim Caldwell                                      | 30 km           | 1:35:57,97    | 27.           |
| Tim Caldwell                                      | 50 km           | nem ért célba | nem ért célba |
| Stan Dunklee                                      | 50 km           | 2:51:26,28    | 36.           |
| Chris Haines                                      | 30 km           | 1:40:58,43    | 52.           |
| Chris Haines                                      | 50 km           | nem ért célba | nem ért célba |
| Bill Koch                                         | 15 km           | 45:32,22      | 6.            |
| Bill Koch                                         | 30 km           | 1:30:57,84    |               |
| Bill Koch                                         | 50 km           | 2:44:34,69    | 13.           |
| Doug Peterson                                     | 15 km           | 49:00,98      | 54.           |
| Ronny Yeager                                      | 15 km           | 48:58,16      | 52.           |
| Doug Peterson Tim Caldwell Bill Koch Ronny Yeager | 4 × 10 km váltó | 2:11:41,35    | 6.            |

Női
| Versenyző                                              | Versenyszám    | Eredmény      | Helyezés      |
| ------------------------------------------------------ | -------------- | ------------- | ------------- |
| Lynn von der Heide-Spencer-Galanes                     | 5 km           | nem ért célba | nem ért célba |
| Twila Hinkle                                           | 10 km          | 36:35,49      | 42.           |
| Jana Hlavaty                                           | 5 km           | 18:21,21      | 35.           |
| Jana Hlavaty                                           | 10 km          | 34:48,88      | 37.           |
| Margie Mahoney                                         | 10 km          | 37:07,18      | 43.           |
| Terry Porter                                           | 5 km           | 19:36,93      | 39.           |
| Martha Rockwell                                        | 5 km           | 17:33,07      | 28.           |
| Martha Rockwell                                        | 10 km          | 34:21,34      | 36.           |
| Martha Rockwell Jana Hlavaty Terry Porter Twila Hinkle | 4 × 5 km váltó | 1:17:58,18    | 9.            |

## Síugrás
Férfi
| Versenyző        | Versenyszám | 1. ugrás | 1. ugrás | 2. ugrás | 2. ugrás | Összesítés | Összesítés |
| Versenyző        | Versenyszám | Pont     | Hely.    | Pont     | Hely.    | Pont       | Helyezés   |
| ---------------- | ----------- | -------- | -------- | -------- | -------- | ---------- | ---------- |
| Jim Denney       | Normálsánc  | 110,7    | 21.      | 108,2    | 24.      | 218,9      | 21.        |
| Jim Denney       | Nagysánc    | 99,1     | 16.      | 92,0     | 17.*     | 191,1      | 18.        |
| Terry Kern       | Nagysánc    | 89,7     | 34.      | 86,5     | 29.      | 176,2      | 30.        |
| Jim Maki         | Nagysánc    | 89,0     | 36.      | 82,4     | 34.*     | 171,4      | 36.        |
| Jerry Martin     | Normálsánc  | 109,6    | 22.      | 103,0    | 39.      | 212,6      | 27.        |
| Jerry Martin     | Nagysánc    | 94,0     | 27.*     | 81,7     | 36.      | 175,7      | 32.        |
| Kip Sundgaard    | Normálsánc  | 89,6     | 54.      | 88,0     | 51.      | 177,6      | 53.        |
| Greg Windsperger | Normálsánc  | 103,9    | 36.      | 104,1    | 34.      | 208,0      | 34.        |

* - egy másik versenyzővel azonos eredményt ért el

## Szánkó
| Versenyző                        | Versenyszám | 1. futam | 1. futam | 2. futam | 2. futam | 3. futam | 3. futam | 4. futam | 4. futam | Összesítés | Összesítés |
| Versenyző                        | Versenyszám | Idő      | Hely.    | Idő      | Hely.    | Idő      | Hely.    | Idő      | Hely.    | Idő        | Helyezés   |
| -------------------------------- | ----------- | -------- | -------- | -------- | -------- | -------- | -------- | -------- | -------- | ---------- | ---------- |
| Richard Cavanaugh                | Férfi egyes | 56,186   | 28.      | 55,669   | 33.      | 54,572   | 25.      | 54,930   | 26.      | 3:41,357   | 25.        |
| James Murray                     | Férfi egyes | 56,269   | 31.      | 55,554   | 31.      | 55,142   | 30.      | 55,187   | 28.      | 3:42,152   | 26.        |
| Terry O'Brien                    | Férfi egyes | 56,366   | 33.      | 55,647   | 32.      | 55,172   | 31.      | 55,351   | 30.      | 3:42,536   | 28.        |
| Kathleen Ann Roberts-Homstad     | Női egyes   | 45,413   | 19.      | 45,744   | 23.      | 44,848   | 18.      | 45,346   | 22.      | 3:01,351   | 21.        |
| Karen Roberts                    | Női egyes   | 46,366   | 24.      | 46,142   | 25.      | 45,581   | 24.      | 45,994   | 24.      | 3:04,083   | 24.        |
| Maura Haponski                   | Női egyes   | 46,547   | 26.      | 45,877   | 24.      | 45,818   | 25.      | 46,329   | 25.      | 3:04,571   | 25.        |
| Robert Berkley Richard Cavanaugh | Kettes      | 46,455   | 24.      | 45,554   | 20.      |          |          |          |          | 1:32,009   | 23.        |
| James Moriarty John Fee          | Kettes      | 46,075   | 22.      | 45,965   | 22.      |          |          |          |          | 1:32,040   | 24.        |